# 리보르 하르프레이타크
리보르 하르프레이타크(슬로바키아어: Libor Charfreitag, 1977년 9월 11일~)는 슬로바키아의 전직 육상 선수로 주 종목은 해머던지기이다. 올림픽에 3회(2000, 2004, 2008) 참가했으며 2007년 세계 선수권 대회에서 동메달, 2010년 유럽 선수권 대회에서 금메달을 획득했다.